# ترمال (کالیفرنیا)
ترمال (به انگلیسی: Thermal) یک منطقهٔ مسکونی در ایالات متحده آمریکا است که در شهرستان ریورساید، کالیفرنیا واقع شده‌است. ترمال ۲۴٫۴۷۹ کیلومتر مربع مساحت و ۲٬۸۶۵ نفر جمعیت دارد و -۴۲٫۰۶ متر بالاتر از سطح دریا واقع شده‌است.